# Champagne Problems
«Champagne Problems» (estilizado en minúsculas) es una canción de la cantautora estadounidense Taylor Swift. Es la segunda pista del noveno álbum de estudio de Swift, Evermore, que se lanzó el 11 de diciembre de 2020 a través de Republic Records. Swift escribió la canción con Joe Alwyn (bajo el seudónimo de William Bowery) y la produjo con Aaron Dessner. «Champagne Problems» es una balada lo-fi escrita desde la perspectiva de una novia que rechaza la seria propuesta de matrimonio de su amante debido a sus propios problemas de salud mental. La canción muestra al narrador asumiendo la responsabilidad de la ruptura y lamentando la relación desvanecida. Está construido alrededor de un riff de guitarra y un piano oom-pah.
Tras el lanzamiento de Evermore, «Champagne Problems» recibió elogios de la crítica por su vívida descripción de la angustia y la salud mental. En los Estados Unidos, la canción debutó en el número 21 en el Billboard Hot 100, en el número 3 en la lista Billboard Hot Rock & Alternative Songs y en el número 7 del Top 100 de Rolling Stone. A nivel internacional, se ubicó en el número 6 en Canadá e Irlanda. y alcanzó el top 20 en el Billboard Global 200 y en Australia, Malasia, Singapur y el Reino Unido.

## Antecedentes y lanzamiento
El 24 de julio de 2020, durante el confinamiento por la pandemia de COVID-19, Swift lanzó por sorpresa su octavo álbum de estudio, Folklore, con una gran aclamación de la crítica y alcanzando el éxito comercial. En septiembre de 2020, Swift y sus coproductores y coautores del álbum, Aaron Dessner, Jack Antonoff y Joe Alwyn, se reunieron en Long Pond Studio, ubicado en una cabaña apartada en el norte del estado de Nueva York, para filmar el documental Folklore: The Long Pond Studio Sessions. Lanzado para Disney+ y acompañado de un álbum en vivo lanzado digitalmente, Swift realizó interpretaciones simplificadas de las 17 pistas de Folklore y relató el proceso creativo de desarrollo del álbum.
Swift escribió la canción «Champagne Problems» con Joe Alwyn (bajo el seudónimo de William Bowery), con quien ha estado en una relación romántica desde 2016. El 10 de diciembre de 2020, Swift anunció que su noveno álbum de estudio, Evermore, saldría a la medianoche y reveló su lista de canciones, donde «Champagne Problems» ocupó el segundo lugar. En el anuncio, Swift mostró imágenes de la canción, en la que «una pareja universitaria desde hace mucho tiempo tenían planes muy diferentes para la misma noche, una para terminar y otro que trajo un anillo». El video de «Champagne Problems» ha obtenido a junio de 2021 más de 16 millones de visitas. La canción también se incluyó en el capítulo Dropped Your Hand While Dancing, una compilación en streaming de Swift lanzada el 21 de enero de 2021, con otras cuatro canciones de Evermore y una de Folklore.

## Composición y letras

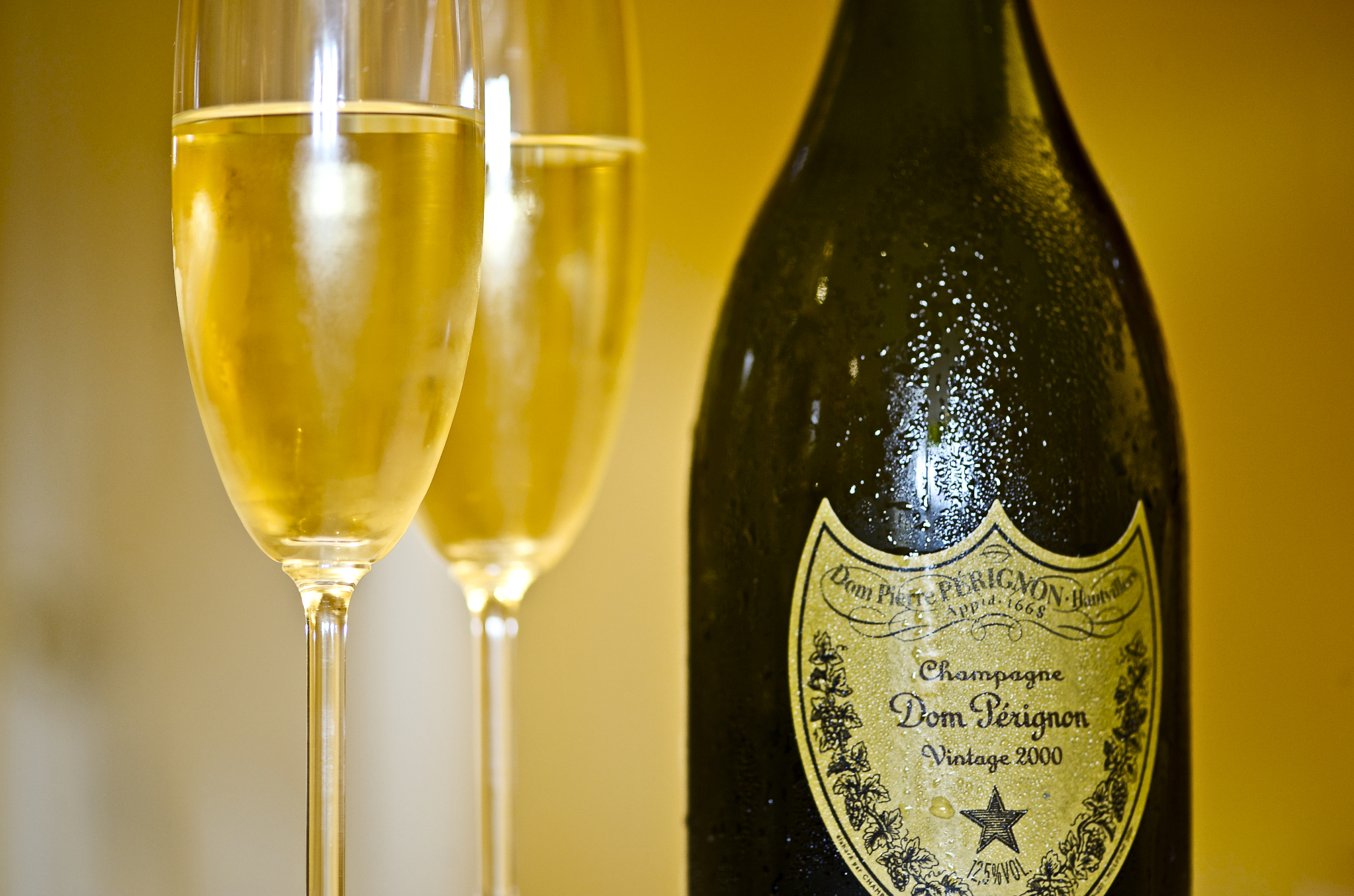
«Champagne Problems» menciona Dom Pérignon, una marca de champán añejo producido por la casa Champagne de Moët & Chandon.

«Champagne Problems» es una balada llorona con instrumentales lo-fi espaciosos, que consta de acordes de piano oompah que se entrelazan con arpegios de guitarra y voces de coro. Es narrado por una novia que se disculpa, cuyos problemas personales interfieren con su relación romántica, llevándola a rechazar la seria propuesta de matrimonio de su amante, que tiene lugar en una fiesta de Navidad. Jason Lipshutz de Billboard describió la narrativa como «una tranquila sensación de dolor que se hace más fuerte a medida que la historia de la canción sobre un romance marchito ... se vuelve más urgente». Musicalmente, la canción se establece en la clave de Do mayor con un tempo de 90 pulsaciones por minuto. La amplitud vocal de Swift de E3 a G4.

## Recepción de la crítica
«Champagne Problems» recibió elogios generalizados de la crítica. La crítica de NME Hannah Mylrea yuxtapuso «Champagne Problems» con el éxito de Swift de 2008 «Love Story», siendo esta última una canción sobre aceptar una propuesta de matrimonio mientras que la primera trata sobre rechazar la misma. Al llamarla una «balada de desencanto», Madeline Crone de American Songwriter pensó que, según el primer estribillo de la canción, es «minuciosamente evidente» cómo se desarrollan los «planes diferentes» entre dos amantes. Maura Johnston de Entertainment Weekly elogió los detalles «puntillistas» de la canción y subrayó cómo las primeras letras describen con precisión «a alguien que busca escapar de sí mismo, y no solo su situación». Alexis Petridis de The Guardian dijo que la canción, y más específicamente la letra era una devolución de la «novia de malas noticias» representada satíricamente en el sencillo de 2014 de Swift «Blank Space». Jon Pareles de The New York Times escribió que la música de la pista era «un elaborado suspiro en evolución», destacando los acordes de piano lo-fi que progresan a los acordes de guitarra en una sucesión más rápida y voces en bucle. Brodie Lancaster de The Sydney Morning Herald seleccionó la canción como un ejemplo de la capacidad de Swift para escribir personajes de ficción. Escribiendo para The Independent, Helen Brown describió la canción como «perversamente efervescente» y elogió la construcción del carácter de Swift.
Varios críticos, como Patrick Ryan de USA Today, eligieron «Champagne Problems» como lo más destacado de Evermore. Bobby Olivier de Spin destacó la canción como un punto culminante «imperdible» del álbum, aplaudiendo su descripción «adictiva» de una propuesta de matrimonio fallida. Annie Zaleski de The A.V. Club lo señaló como un ejemplo de la cohesión sonora y el lirismo altamente detallado de Evermore, mientras que Tom Breihan de Stereogum aplaudió el «detalle amoroso y exigente» de la canción. Jason Lipshutz de Billboard elogió de manera similar sus letras y destacó la complejidad con la que Swift explora temas como el matrimonio y el amor adulto. Al escribir para Variety, Chris Willman describió «Champagne Problems» como «un excelente ejemplo de sus habilidades como narradora que no siempre cuenta todo». En una revisión mixta de Evermore, Mikael Wood, en una revisión publicada en el Los Angeles Times, seleccionó «Champagne Problems» como un punto culminante, y opinó que su letra tiene «tanta empatía que ninguno de los personajes termina siendo el malo».

## Desempeño comercial
«Champagne Problems» fue la segunda pista con mejor rendimiento de Evermore después del sencillo Willow (canción). Todas las canciones del álbum debutaron dentro del top 75 de la lista Billboard Global 200 simultáneamente, con «Champagne Problems» en el número 12. En los Estados Unidos, la canción se abrió en el número 21 en el Billboard Hot 100 y en el número 3 en la lista de Hot Rock & Alternative Songs, donde pasó 20 semanas y se convirtió en la 17.ª entrada de Swift en el top 10. Debutó en el número 7 en el Rolling Stone Top 100 con 152 700 unidades vendidas y 18,3 millones de reproducciones en su primera semana. A nivel internacional, la canción debutó en el número 6 en el Canadian Hot 100, donde se convirtió en su 31.ª canción entre los diez primeros y obtuvo la certificación de oro por vender más de 40 000 unidades. En otros lugares, se ubicó en el número 6 en Irlanda, 12 en Australia, número 15 en Malasia y el Reino Unido, número 16 en Singapur y número 24 en Nueva Zelanda.

## Impacto
Inspirado por la canción, el hotel de lujo francés Royal Champagne Hotel & Spa ofreció a los huéspedes un nuevo paquete llamado «Champagne Solution», que incluye una botella de Dom Pérignon, la marca de champán mencionada en la letra de la canción.

## Créditos y personal
Créditos adaptados de Pitchfork.
- Taylor Swift - voz, composición, producción
- Aaron Dessner - producción, grabación, piano, sintetizador, guitarra acústica, bajo sintetizado
- William Bowery - composición de canciones
- Jonathan Low - grabación vocal, mezcla, grabación
- Greg Calbi - masterización
- Steve Fallone - masterización
- Logan Coale - bajo vertical

## Chart performance
| Chart (2020–2021)                  | Peak position |
| ---------------------------------- | ------------- |
| Australia (ARIA)                   | 12            |
| Canadá (Canadian Hot 100)          | 6             |
| Irlanda (IRMA)                     | 6             |
| Global 200 (Billboard)             | 12            |
| Malasia (RIM)                      | 15            |
| Nueva Zelanda (Recorded Music NZ)  | 24            |
| Portugal (AFP)                     | 75            |
| Singapur (RIAS Streaming Chart)    | 16            |
| Suiza (Schweizer Hitparade)        | 92            |
| Reino Unido (UK Singles Chart)     | 15            |
| Estados Unidos (Billboard Hot 100) | 21            |
| US Rolling Stone Top 100           | 7             |

## Certificationes
| País                  | Certificación | Ventas |
| --------------------- | ------------- | ------ |
| Canadá (Music Canada) | Oro           | 40,000 |